# Кёнигсмарк, Амалия Вильгельмина
Графиня Амалия (Эмилия) Вильгельмина фон Кёнигсмарк (нем. Amalia Wilhelmina von Königsmarck; 20 августа 1663, Штаде — 30 января 1740, Оведсклостер) — шведская дворянка, художница, театральная актриса, поэтесса. Племянница фельдмаршала Врангеля.

## Биография

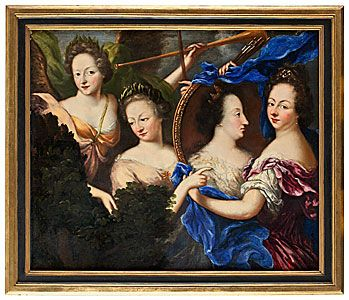
Одна из работ графини Кёнигсмарк

Родилась в семье графа Курта Кристофа Кёнигсмарка и его супруги графини Марии Кристины фон Врангель. Амалия была сестрой Филиппа Кристофа фон Кёнигсмарка и Марии Авроры фон Кёнигсмарк, фаворитки польско-литовско-саксонского монарха Августа II Сильного.
В 1689 году вышла замуж за генерал-лейтенанта Карла Густава Левенгаупта (1662—1703), в браке с которым родился Карл Эмиль Левенгаупт (1691—1743), генерал и политический деятель.
Училась живописи у придворного художника Давида Клёккер-Эренстраля. Играла на сцене придворного любительского театра, инициатором создания которого была королева-консорт Швеции Ульрика Элеонора Датская. Писала стихи, опубликованные в XIX веке.
В 1695 году убеждала своего супруга Карла Густава Левенгаупта, служившего в то время Саксонии, заключить союз с королём Августом II Сильным, который в то время был любовником её сестры Авроры против Карла XII. Шведский король Карл XII в ходе Великой Северной войны повернул армию против Польши, разбив Августа II и его саксонскую армию при Клишове в 1702 году. После этого Левенгаупт был приговорен Карлом XII к конфискации имущества и смертной казни. Муж Амалии был казнён в 1703 году.
Много лет жила в Германии, вернулась в Швецию в 1722 году.